# Borgholms samrealskola
Borgholms samrealskola var en realskola i Borgholm verksam från 1919 till 1970.

## Historia
En första skola i Borgholm bildades som en apologistskola 1842 och ombildades till en pedagogi 1858, Borgholms pedagogi, vilken upphörde 1 juli 1891. 
En ny skola startade 1911 som ombildades till kommunal mellanskola 1919. Denna ombildades 1931 till Borgholms samrealskola. 
Realexamen gavs från 1919 till 1970.
En ny skolbyggnad stod färdig 1939.